# 风居住的街道
《风居住的街道》收錄於中村雅俊1990年發行的單曲唱片「風の住む町/ONE MORE HEART」。
本曲1990年曾用於朝日電視台電視劇さすらい刑事旅情編III的主題曲，並收錄於飛鳥凉1991年發行的專輯「SCENE II」。2011年曾用於電視劇「黄昏流星群～C-46星雲～」的插曲，被設定為劇中1980年代大學生樂團的代表性歌曲。
2003年同名二胡與鋼琴合奏曲收錄於矶村由纪子專輯「風の住む町」，二胡由坂下正夫演奏。

## 收錄曲
1. 風の住む町
（作詞・作曲：ASKA、編曲：瀬尾一三 ）
2. ONE MORE HEART
（作詞：売野雅勇、作曲：織田哲郎）